# Municipio de Carneiro
El municipio de Carneiro (en inglés: Carneiro Township) es una subdivisión administrativa del condado de Ellsworth, Kansas, Estados Unidos. Según el censo de 2020, tiene una población de 54 habitantes.

## Geografía
Está ubicado en las coordenadas 38°44′29″N 97°58′59″O / 38.74139, -97.98306. Según la Oficina del Censo de los Estados Unidos, tiene una superficie total de 93.75 km², de la cual 93.41 km² corresponden a tierra firme y 0.34 km² es agua.

## Demografía
Según el censo de 2020,hay 54 personas residiendo en la zona. La densidad de población es de 0.58 hab./km². El 88.89 % son blancos, el 3.70% son de otras razas y el 7.41 % son de una mezcla de razas. Del total de la población el 12.96 % son hispanos o latinos de cualquier raza.